# Baye (Finistère)
Baye (in bretone: Bei) è un comune francese di 1 167 abitanti situato nel dipartimento del Finistère nella regione della Bretagna.

## Società

### Evoluzione demografica
Abitanti censiti